# Управа за сузбијање наркотика
Управа за сузбијање наркотика (енгл. The Drug Enforcement Administration, DEA) је полицијско-обавештајна агенција Министарства правде Сједињених Америчких Држава. Управа за сузбијање наркотика није једина водећа служба за борбу против наркотика која примењује савезне законе (њена конкуренција у овом послу је Федерални истражни биро).
Канцеларија подноси извештај директно шефу одељења, америчком државном тужиоцу, који именује директора канцеларије. Овлашћења ДЕА укључује не само борбу против трговине дрогом у Сједињеним Америчким Државама, већ и сузбијање производње ових супстанци у страним земљама, као и пропаганду против дроге и супротстављање забрањеним организацијама.

## Историја
Године 1968. спајањем Савезног завода за наркотике (ФБН) и Завода за контролу злоупотребе дрога (БДАЦ) Министарства здравља, образовања и социјалне заштите створен је Биро за наркотике и опасне дроге (БНДД) Одељење за правосуђе. 1. јула 1973. године, на предлог председника Ричарда Никсона, овај Биро је спојен са Канцеларијом за спровођење закона о злоупотреби дрога (ОДАЛЕ) и другим агенцијама. Тако је настала Управа за борбу против дрога.
Од самог почетка свог деловања, ДЕА је посветила значајну пажњу борби против производње и увоза психотропних лекова од канабиса. Током 1970-их, ФДА је спровела три велике операције за искорењивање усева канабиса у Мексику, почетком 1980-их затворила је испоруку марихуане из Колумбије, услед чега је ова врста постала скупља од домаће марихуане, а америчка љубитељи канабиса били су приморани да се пребаце на кућно гајење.
1982. године ДЕА је створила посебно одељење за уништавање канабиса, које је започело искорењивање засада у земљи. Фармери конопље су идентификовани по куповини опреме за пластенике и ђубрива, поруџбинама семена из Холандије, повећаној потрошњи енергије и другим сродним факторима. Отворене плантаже конопље уништене су хербицидима.
На савезном нивоу, ДЕА блокира сваки покушај ублажавања правног статуса марихуане. Дирекција Канцеларије инсистира на одбацивању свих предлога у вези са легализацијом „медицинске марихуане“. Лекари који истражују препарате од канабиса и препоручују их својим пацијентима су под сталним притиском ДЕА. Средином деведесетих, агенти ДЕА разбили су неколико великих „клубова купаца“ у Калифорнији и Њујорку.
Иако ДЕА ужива снажну подршку америчке владе, законодавци у многим државама недавно су се отворено успротивили ставу ДЕА о „питању конопље“. 1996. године медицинска употреба лекова од канабиса легализована је у Калифорнији и Аризони, а неколико других држава убрзо је следило њихов пример.